# Alpha Ethniki w szachach
Alpha Ethniki (gr. Α' Εθνική) – najwyższa kategoria drużynowych rozgrywek szachowych w Grecji. Zwycięzca ligi zostaje mistrzem kraju. Organizatorem jest Ellinikí Skakistikí Omospondía.

## Historia
Pierwsza edycja mistrzostw Grecji odbyła się w 1951 roku (wygrana przez Filoskakikos EA), jednak później nie organizowano rozgrywek o randze mistrzowskiej aż do roku 1970. Wówczas powstała Alpha Ethniki; pierwszą edycję wygrał Panathinaikos AO. Od 2008 roku liga jest rozgrywana systemem szwajcarskim.

## Medaliści
| Sezon | 1. miejsce                                      | 2. miejsce                                      | 3. miejsce                                      | Źródło |
| ----- | ----------------------------------------------- | ----------------------------------------------- | ----------------------------------------------- | ------ |
| 1970  | Panathinaikos AO                                | SO Iliupoli                                     | ES Saloniki                                     | [ 1 ]  |
| 1971  | Panathinaikos AO                                |                                                 |                                                 | [ 3 ]  |
| 1972  | SO Iliupoli                                     |                                                 |                                                 | [ 3 ]  |
| 1975  | SO Iliupoli                                     |                                                 |                                                 | [ 3 ]  |
| 1976  | ES Saloniki                                     |                                                 |                                                 | [ 3 ]  |
| 1977  | ES Saloniki                                     |                                                 |                                                 | [ 3 ]  |
| 1978  | ES Saloniki                                     |                                                 |                                                 | [ 3 ]  |
| 1979  | SO Kalitea                                      |                                                 |                                                 | [ 3 ]  |
| 1980  | SO Kalitea                                      | ES Saloniki                                     | Panellinios GS                                  | [ 4 ]  |
| 1981  | ES Saloniki                                     |                                                 |                                                 | [ 3 ]  |
| 1982  | SO Kalitea                                      | ES Saloniki                                     | Panathinaikos AO                                | [ 5 ]  |
| 1983  | SO Kalitea                                      |                                                 | SO Patras                                       | [ 3 ]  |
| 1984  | Iraklio OAA                                     |                                                 |                                                 | [ 3 ]  |
| 1985  | SO Kalitea                                      | ES Saloniki                                     | SO Patras                                       | [ 7 ]  |
| 1987  | ES Saloniki                                     |                                                 |                                                 | [ 3 ]  |
| 1988  | SO Kalitea                                      | SO Patras                                       |                                                 | [ 3 ]  |
| 1989  | ES Saloniki                                     |                                                 |                                                 | [ 3 ]  |
| 1990  | SO Patras                                       |                                                 |                                                 | [ 3 ]  |
| 1991  | Iraklio OAA                                     |                                                 |                                                 | [ 3 ]  |
| 1992  | Iraklio OAA                                     |                                                 |                                                 | [ 3 ]  |
| 1993  | SO Peristeri                                    |                                                 |                                                 | [ 3 ]  |
| 1994  | Iraklio OAA                                     |                                                 |                                                 | [ 3 ]  |
| 1995  | Iraklio OAA                                     |                                                 |                                                 | [ 3 ]  |
| 1996  | Iraklio OAA                                     |                                                 |                                                 | [ 3 ]  |
| 1997  | Iraklio OAA                                     |                                                 |                                                 | [ 3 ]  |
| 1998  | EES Koridalos                                   |                                                 |                                                 | [ 3 ]  |
| 1999  | SO Kawala                                       |                                                 |                                                 | [ 3 ]  |
| 2000  | AO Kydon Chania                                 | SAP DEI Makedonías – Thrákis                    | ES Saloniki                                     | [ 8 ]  |
| 2001  | AO Kydon Chania                                 | SO Kawala                                       | NAO Mati Attikis                                | [ 9 ]  |
| 2002  | AO Kydon Chania                                 |                                                 |                                                 | [ 3 ]  |
| 2003  | AO Kydon Chania                                 |                                                 |                                                 | [ 3 ]  |
| 2004  | AO Kydon Chania                                 | AS Papagu                                       | Iraklio OAA                                     | [ 10 ] |
| 2005  | SO Kawala                                       | ES Saloniki                                     | AO Kydon Chania                                 | [ 11 ] |
| 2006  | AO Kydon Chania                                 | SO Kawala                                       | ES Saloniki                                     | [ 12 ] |
| 2007  | mistrzostwa odwołane z przyczyn ekonomicznych   | mistrzostwa odwołane z przyczyn ekonomicznych   | mistrzostwa odwołane z przyczyn ekonomicznych   | [ 2 ]  |
| 2008  | SO Kawala                                       | ES Saloniki                                     | AO Kydon Chania                                 | [ 13 ] |
| 2009  | SO Kawala                                       | PS Peristeri                                    | ES Saloniki                                     | [ 14 ] |
| 2010  | PS Peristeri                                    | AO Kydon Chania                                 | SA Chania                                       | [ 15 ] |
| 2011  | PS Peristeri                                    | SO Kawala                                       | EES Koridalos                                   | [ 16 ] |
| 2012  | PS Peristeri                                    | SA Argonautis Korynt                            | SO Kawala                                       | [ 17 ] |
| 2013  | SA Argonautis Korynt                            | PS Peristeri                                    | SO Kawala                                       | [ 18 ] |
| 2014  | PS Peristeri                                    | SA Argonautis Korynt                            | SO Kawala                                       | [ 19 ] |
| 2015  | PS Peristeri                                    | SO Kawala                                       | Panionios GSS                                   | [ 20 ] |
| 2016  | EOAO Fysiolatris Nikiea                         | PS Peristeri                                    | SO Kawala                                       | [ 21 ] |
| 2017  | SO Kawala                                       | EOAO Fysiolatris Nikiea                         | ES Saloniki                                     | [ 22 ] |
| 2018  | EOAO Fysiolatris Nikiea                         | ES Saloniki                                     | SO Kawala                                       | [ 23 ] |
| 2019  | EOAO Fysiolatris Nikiea                         | SO Kawala                                       | ES Saloniki                                     | [ 24 ] |
| 2020  | mistrzostwa odwołane z powodu pandemii COVID-19 | mistrzostwa odwołane z powodu pandemii COVID-19 | mistrzostwa odwołane z powodu pandemii COVID-19 |        |
| 2021  | EOAO Fysiolatris Nikiea                         | Euboiki ES                                      | SO Kawala                                       | [ 25 ] |
| 2022  | EOAO Fysiolatris Nikiea                         | SO Kawala                                       | Euboiki ES                                      | [ 26 ] |
| 2023  | SO Kawala                                       | Euboiki ES                                      | AMO Galaxias                                    | [ 27 ] |
| 2024  | SO Kawala                                       | OFI                                             | Euboiki ES                                      | [ 28 ] |
| 2025  | SO Irakliu                                      | SO Kawala                                       | OFI                                             | [ 29 ] |